# رنه اشتاین
رنه اشتاین (به آلمانی: René Steichen) (زاده ۲۷ نوامبر ۱۹۴۲) کارآفرین، سیاست‌مدار و مدیر ارشد اجرایی لوکزامبورگی است، که در حال حاضر به‌عنوان رییس هیئت مدیره شرکت اس‌ای‌اس اس.آ. فعالیت می‌نماید.
وی دو دوره در فاصله سال‌های ۱۹۸۴ تا ۱۹۸۹ و ۱۹۸۹ تا ۱۹۹۴ وزیر امور خارجه لوکزامبورگ بود. اشتاین از ۱۹۹۲ تا ۱۹۹۵ نیز به عنوان (رئیس کمیسیون اروپانماینده لوکزامبورگ در کمیسیون اروپا فعالیت کرد.